# El-Atrache
El-Atrache (arabe : الأطرش al-Aṭrash al-Aṭrash), aussi connu comme Bani al-Atrash, est le nom d'un clan Druze originaire de la région du Djebel el-Druze dans le Hauran (sud-ouest de la Syrie). Le nom de al-atrash signifie en arabe les "sourds" et provient de l'un des patriarches de la famille qui était sourd. Le clan al-Atrash émigra vers le Djebel el-Druze du Hauran au début du XIXe siècle et, sous la conduite de leur cheikh (chef de clan), Ismail al-Atrash, prit l'ascendant dans la région au milieu du siècle sur le clans al-Hamdan. Grâce à sa réputation sur le champ de bataille, sa capacité à manœuvrer politiquement avec les autres clans, les Bédouins, les autorités ottomanes et les consuls européens, Ismail renforça son pouvoir. Au début des années 1880, la famille contrôlait dix-huit villages, dont les plus importants étaient as-Suwayda, Salkhad, al-Qurayya, 'Ira et Urman.
Ismail fut remplacé à sa mort par l'aîné de ses fils, Ibrahim puis, à la mort de ce dernier, par un autre de ses fils, Shibli. Les cheikhs al-Atrash conduisirent les Druzes dans de nombreuses révoltes contre les Ottomans, notamment la révolte du Hauran de 1910. L'un de ses cheikhs, Sultan Pacha al-Atrash fut le chef de file de la Grande révolte syrienne contre la domination française en Syrie en 1925-1927.

## L'histoire

### Origines
Les origines de la famille Bani al-Atrash sont obscures, selon l'historien druze Kais Firro. En effet, comme pour les autres grandes familles du Moyen-Orient, leur "arbre généalogique" a été établi une fois qu'ils étaient au faîte de leur puissance". Le clan Bani al-Atrash se réclame de la descendance d'Ali al-Aks, un chef de la région de Jabal al-A'la (en) une montagne à l'ouest de la campagne d'Alep. Cette affirmation est confirmée par plusieurs historiens de la famille, mais est considérée avec scepticisme par Firro. Certains membres de la famille se réclament quant à eux de la descendance du clan Ma'an, une puissance famille druze du mont Liban durant le règne des Mamelouks et les débuts de la période ottomane (14e–17e siècles).
Les fondateurs du clan Bani al-Atrash immigrèrent probablement vers le Hauran au début ou au milieu du XIXe siècle, mais un certain nombre de théories existent quant aux circonstances de leur immigration. On dit qu'un certain Muhammad (le grand-père d'Ismail al-Atrash) se serait installé avec sa famille, tandis que d'autres sont d'avis que les trois frères de la famille, du village de Tursha dans Wadi El Taym ont migré vers Hauran et se sont installés sur le territoire contrôlé par les Druzes du clan Hamdan. Le nom d'al-atrash, qui signifie "le sourd" en arabe, dérive du fils sourd de Muhammad. Par la suite, Il devint le patronyme de reconnaissance de Muhammad et de sa famille. L'un des fils de Muhammad fut tué dans le Hauran au cours de  la révolte druze de 1838 contre l'émir Bachir Chehab II et les Égyptiens de l'armée d'Ibrahim Pacha.

### Le règne d'Ismail
Ismail al-Atrash, petit-fils de Muhammad, rejoignit le chef druze Shibli al-Aryan du Wadi al-Taym dans sa campagne militaire contre les Maronites au nom des Druzes du mont Liban dans les années 1840. Ismail acquit une excellent réputation sur le champ de bataille au sein des troupes druzes. À tel point qu'il succéda al-Aryan en tant que leader charismatique des Druzes à la mort de dernier. Ismail s'installa dans le village d'al-Qurayya et prit son indépendance par rapport aux cheikhs druzes qui gouvernaient la région. Il forma ainsi sa propre mashaykha. Il encouragea l'installation de Druzes et de Chrétiens à al-Qurayya et, au cours des années 1840, 1850, renforça son rôle de chef militaire alors que les autres cheikhs étaient en lutte contre les autorités ottomanes et les tribus bédouines. Alors que de temps à autre il y avait des affrontements avec les Bédouins, il noua tout de même des alliances avec certaines tribus contre les Ottomans. Son fils Shibli était un poète qui s'inspira du style poétique des Bédouins. Ses poèmes étaient lus et récités au sein des tribus, du Hauran à la péninsule du Sinaï
Dans les années 1850, Ismail disputa la suprématie du Jamal al-Druze (région volcanique du Hauban où étaient majoritairement installés les Druzes) au cheikh Hamdan Wakid al-Hamdan. Le clan Wakil s'était allié les clans Bani Amer, Azzam, Hanaydi, Abou Assaf et Abou Fakhr dans cette lutte pour le pouvoir contre les al-Atrash, dont les seuls alliés parmi les clans druzes étaient la famille Qal'ani. Ismail avait noué des relations avec le consul britannique à Damas et l'essentiel des échanges de correspondances entre les Druzes et les Britanniques passait par lui. Les Ottomans continuèrent naturellement à considérer Ismail comme le chef naturel des Druzes malgré l'autorité du cheikh Hamdan  sur les populations du Jamal al-Druzes du Hauban. Les chefs des différentes familles s'allièrent afin de contraindre le consul à considérer l'autorité des Wakid comme la seule légitime dans la région en octobre 1856. Cependant, par la force des choses, Ismail s'imposa clairement comme l'homme fort de la région. Depuis son quartier général à al-Qurayya, son règne marqua un tournant important dans les relations de pouvoir dans la région du Hauran. Dans les années 1830, les tribus bédouines étaient dominantes et les habitants des villages druzes étaient obligés de payer le khuwwa (hommage) aux Bédouins. Au début des années 1850 cependant, les Druzes ne versaient plus le khuwwa, tandis que les villageois musulmans du Hauban continuaient à y être soumis. En lieu et place, ce sont les Bédouins qui versaient une taxe à Ismail pour permettre à leurs troupeaux d'utiliser les fontaines et réservoirs d'eau en territoire druze.
En 1860, la zone d'influence des Bani al-Atrash s'étendait sur al-Qurayya, Bakka et 'Ira. Cette dernière était un ancien bastion du clan Hamdan, mais avait été conquise par Ismail en 1857. L'intervention d'Ismaïl, au nom de ses coreligionnaires au cours de la révolte du Mont-Liban en 1860 renforça son prestige. En 1866, Ismail fut nommé gouverneur de la région de Jabal Hauran par Rachid Pacha, gouverneur de la Villayet de Damas. En 1867, les Bani al-Atrash ajoutèrent à leur zone de gouvernance les zones de Malah, Dhibin, Salkhad, Urman, Umm al-Rumman et Mujaymir, ainsi qu'à leur zone d'influence Sahwat Balatah, Khirbet Awad, Jubayb, Kanakir et al-Ruha. Les relations avec les clans Hamdan et Bani Amer se détériorèrent par la suite et ce dernier rejoignit les tribus bédouines lors de leur guerre contre Ismail en 1868. Pour mettre fin à la guerre, Rachid Pacha remplaça Ismail par son fils Ibrahim et divisa le Jabal Hauran en quatre sous-districts en respectant les limites des zones d'influence des cheikhs druzes. Le clan des Bani al-Atrash avait alors étendu sa domination à 18 villages (sur les 62 villages druzes dans la région de Jabal Hauran).

### Le règne d'Ibrahim
Ismail est mort en novembre 1869, et une lutte de pouvoir eut lieu entre ses fils Ibrahim et Ghibli. Le premier fut reconnu par Rachid Pacha comme le mudir de l'Ara, provoquant des affrontements entre les partisans des deux frères et leurs alliés. Le litige fut réglé par la médiation des autorités de Damas et Shibli reconnut l'autorité de son frère en janvier 1870. Au début de sa gouvernance, Ibrahim se saisit d'as-Suwayda, fief, du clan al-Hamdan. Il poursuivait ainsi l'expansion dominatrice des al-Atrash sur les territoires druzes. La paix s'ensuivit dans la région de Jabal Hauban au cours des années suivantes. Malgré l'administration turque, le système d'administration interne des Druzes se vit accorder une large autonomie.
Cette relative autonomie du Jabal Hauran évolua avec la nomination de Midhat Pacha, gouverneur de Damas en 1878. Le gouverneur utilisa deux incidents violents entre les Druzes et les habitants des plaines du Hauran comme prétextes pour lancer une expédition dans le but de renforcer l'application des règles de l'Empire ottoman sur le Jabal Hauban. En octobre 1879, il nomma Sa'id Talhuq, un Druze du mont Liban, comme qaimmaqam et lui confia l'autorité sur les gendarmes druzes afin d'établir une cour d'appel et une nouvelle assemblée administrative. Il exigea que les cheikhs druzes versent 10 000 livres turques pour rembourser les frais de l'expédition et donna son consentement pour la construction d'une route entre Jabal Hauran et Lajat afin de faciliter l'établissement d'une garnison ottomane dans cette région. Les cheikhs druzes rejetèrent sa demande, et Ibrahim al-Atrash s'opposa à la nomination de Talhuq et se rebella contre les réformes administratives de Midhat Pacha. Midhat Pacha fut remplacé par Hamdi Pacha, en août 1880, ce qui coïncida avec un incident au cours duquel des Musulmans sunnites d'al-Karak tuèrent trois Druzes, lançant ces derniers dans des représailles qui conduisirent au massacre de 105 habitants du village. Une commission, supervisée par Hamdi Pacha, conclut finalement au paiement par les Druzes d'une importante indemnité au titre du prix du sang (diyya) aux habitants d'al-Karak, qui furent officiellement condamnés pour avoir été à l'origine de l'incident. La commission décida aussi de l'établissement d'une garnison ottomane à l'extérieur de l'as-Suwayda et de la nomination de plusieurs cheikhs des Bani al-Atrash à la tête de subdivisions administratives. Ainsi, Ibrahim al-Atrash fut reconnu comme munir d'as-Suwayda, Shibli pour 'Ira, leur frère Muhammad pour Salkhad et leur allié Hazima Hunaydi pour al-Majdal. Renforçant la légitimité des al-Atrash, Ibrahim fut nommé qaimmaqam en janvier 1883.
La nomination officielle d'Ibrahim, en parallèle avec un renforcement de la présence militaire de l'occupant ottoman augmenta encore les tensions au sein des clans druzes. Les cheikhs comme la population furent particulièrement irrités par le nouveau système de taxation (renforcé et mieux appliqué) qui était prélevé par Ibrahim au nom de l'État. A la fin 1887, les tensions entre les Druzes étaient à leur paroxysme. Un conflit armé en découla entre les al-Atrash et les Sulut ; les troupes ottomanes intervinrent et tuèrent entre vingt et quatre-vingt-cinq combattants druzes. Le combattants Sulut attaquèrent par la suite une caravane druze, tuant deux combattants et s'emparant de soixante chameaux. Pendant cette période, Ibrahim resta en dehors de la mêlée, laissant à penser pour de nombreux Druzes qu'il collaborait avec les Ottomans. L'année suivante, le gouverneur de Damas annonça une série de mesures visant à intégrer encore plus les Druzes dans le giron de Damas : paiement d'un arriéré d'impôts, création de cinq écoles d'État, arrestation des personnes recherchées et création d'une gendarmerie sous les ordres d'Ibrahim
Les Bani al-Atrash furent chassés de leurs villages au cours d'une révolte paysanne en 1889 ; si cette révolte avait été initiée par le chef d'un clan rival, celui-ci finit aussi par être chassé. Ibrahim après avoir combattu les paysans en juin fut forcé de se retirer sur Damas avec le reste du clan al-Atrash et de demander la protection des Ottomans. La situation fut temporairement réglée grâce à la médiation des shuyukh al-uqqal, mais la révolte, connue sous le nom de "Ammiyya" se reproduisit en 1890 et les clans furent de nouveau expulsés des villages par les paysans. Les Bani al-Atrash ainsi que leurs rivaux furent de nouveau remis en place grâce à une intervention ottomane. La restauration des Beni al-Atrash fut conditionnée à une réforme agraire importante qui conduisit les paysans à acquérir le droit à la propriété sur leurs terres. Le partage d'une même croyant entre les clans dominants et les paysans contribua à assainir les relations.

### Le règne de Shibli
Au début des années 1890, Ghibli succéda à Ibrahim et contesta le pouvoir extérieur sur le Jamal Hauban. Les Ottomans utilisèrent la tribu bédouine Ruwala comme alliés et ces derniers attaquèrent le fief de Ghibli à 'Ara, tuant quatre de ses habitants. Ghibli forma alors une alliance avec les Beni Sakhr afin de conduire des représailles. Avant de pouvoir lancer son opération, il fut arrêté par les autorités à Shaqqa sur les charges d'incitation à la révolte contre l'empire. Yaya, frère de Ghibli prit la tête des représailles contre les Ottomans avec ses alliés  des clans Azzam, Abou Fakhr et Nasr. Ils attaquèrent alors la garnison ottomane d'al-Mazraa et plusieurs rebelles et les troupes furent tués. Les Ottomans et les cheikhs druzes parvinrent à un accord à la suite duquel Ghibli fut libéré et un membre de la Khalidi (famille de Jérusalem), Youssouf Diya al-Khalidi fut nommé gouverneur de la région de Jabal Hauran.

### XXesiècle
Entre leur arrivée dans la région de Jabal Hauran au milieu du XIXe siècle et 1963, les Bani al-Atrash furent le clan le plus important dans la région de Jamal Hauran. Ils étaient divisés en trois sous-clans, les Bani Isma'il, Bani Hammud et Bani Najm. Ils étaient basés dans la moitié sud de la montagne, habitant ou contrôlant plus de 16 villes et villages : al-Suwayda, Salkhad, al-Qurayya, Qaysama, 'Anz, 'Ira, Rasas, Urman, Malah, Samad, Umm al-Rumman, Awa, al-Annat, al-Hawiyah, al-Ghariyah et Dhibin. Toutefois, leur influence s'est également étendue à la moitié nord, où ils rivalisaient avec les clans druzes Bani Amer et Halabiyah. D'un point de vue religieux, la société druze est divisée en juhhal et uqqal. Cette dernière catégorie regroupe les chefs religieux de la communauté (shuyukh al-uqqal, cheikh al-aql) et leurs subordonnés. Les juhhal ne connaissant pas les secrets religieux, forment la majeure partie de la communauté. Alors que les Bani al-Atrash formaient le clan dominant de la communauté druze, ils étaient en règle générale, des juhhal, à l'exception de certains membres.
En 1909, Zuqan al-Atrash prit la tête d'une rébellion qui fut un échec. Il fut exécuté en 1910. La famille al-Atrash et ses alliés druzes menèrent encore des révoltes contre les Ottomans, lors de la Révolte arabe de 1918 ou les Français en 1923 et en 1925-1927, dirigés par le sultan al-Atrash (fils de Zuqan al-Atrash). Leur influence commença à décliner après l'unification et l'indépendance de la Syrie, en particulier avec la mort de Sultan Pacha al-Atrash.
Certains membres de la famille al-Atrash émigrèrent de la Syrie à l'Égypte dans les années 1920. Fuyant l'occupation française en Syrie, Alia al-Moundhir al-Atrash, de la maison du Sultan al-Atrash, et ses trois enfants, Fuad, Farid et Amal al-Atrash (plus tard connu sous le nom de Asmahan) furent protégés par le premier ministre d'Égypte Saad Zaghloul et devinrent plus tard des citoyens naturalisés. Après des succès dans des carrières artistiques et musicales, Asmahan, Fuad et Farid al Arash furent enterrés au cimetière Fustat Plaine au Caire,.
L'arrivée au pouvoir des socialistes du Parti Baas au cours du coup d'État syrien de 1963 ne mit pas fin au prestige du clan. Celui-ci continua, par sa fidélité, à jouer un rôle important. Bien que la plupart des Druzes membres du Parti Baas furent issus de faible extraction, l'un des membres du clan Bani al-Atrash, Mansur al-Atrash, joua un grand rôle au milieu des années 1960. En 1984, al-Amir Salim al-Atrash fut désigné pour endosser de nouvelles responsabilités. Il fut désigné comme leader par les trois shuyukh al-uqqal du Jabal. Son rôle était plus cérémonial que politique. Dans les années 1990, le clan avait environ 5 000 membres.

## Membres importants
- Sultan al-Atrash, chef de la grande révolte syrienne.
- Zaid al-Atrash, combattant et poète. Le frère de Sultan Pacha.
- Mansur al-Atrash, homme politique syrien. Fils de Sultan Pacha.
- Nayla al-Atrash, actrice.
- Farid El Atrache, chanteur et joueur virtuose d'oud .
- Asmahan, chanteuse.
- Selim al-Atrash, cousin de Sultan Al-Atrash, premier gouverneur de l'État des Druzes[25],[26].